# Gare de Toke
La gare de Toke (土気駅, Toke-eki) est une gare ferroviaire de la ville de Chiba, dans la préfecture éponyme au Japon. Elle est exploitée par la compagnie JR East.

## Situation ferroviaire
La gare est située au point kilométrique (PK) 18,1 de la ligne Sotobō.

## Histoire
La gare de Toke a été inaugurée le 1er novembre 1896.

## Service des voyageurs

### Accueil
La gare dispose d'un bâtiment voyageurs, avec guichets, ouvert tous les jours.

### Desserte
- Ligne Sotobō :
  - voie 1 : direction Ōami (interconnexion avec la ligne Tōgane pour Narutō), Katsuura et Awa-Kamogawa
  - voie 2 : direction Chiba et Tokyo